# Lille Egholm
Lille Egholm er en ca 4 ha stor, flad, marint dannet holm, nordøst for Ærøskøbing og 150 meter sydøst for Store Egholm. Stranden er stenet og domineret af store sten. På den indre del af øen er der en strandsø, som om sommeren ofte er tørlagt. Der er en større bevoksning af siv på den nordlige del. Et vandingshul ved strandsøen vidner om, at kvæg fra Store Egholm før i tiden har græsset på øen. Flere skydeskjul vidner også om, at jægerne fra Ærø er aktive her. De store fladvandsarealer og mange sten omkring øen gør det vanskeligt for både at ankre op, og øen er derfor sjældent besøgt af mennesker. Øen er privatejet.

## Planteliv
På øen kan vokse foruden flere græsarter bl.a. strandmalurt, kveller, harril, sandkryb, smalbladet kællingetand, soløje-alant, spidshale, stilket kilebæger, strandgåsefod, tætblomstret hindebæger, strandkarse og tangurt.

## Fugleliv
Af ynglefugle er der edderfugle, 50 par sølvmåger, 400 par hættemåger, ænder, grågæs og rørspurven, der har redeplads i sivområderne. På den sydlige del af øen er der store vandreblokke fra istiden, hvor rastende skarver ofte opholder sig.  
Undgå landgang på holmen fra den 1.3 – 15.7.